# Pseudaulacaspis samoana
Pseudaulacaspis samoana är en insektsart som först beskrevs av Doane och Ferris 1916.  Pseudaulacaspis samoana ingår i släktet Pseudaulacaspis och familjen pansarsköldlöss. Inga underarter finns listade i Catalogue of Life.